# Pinceau à aquarelle

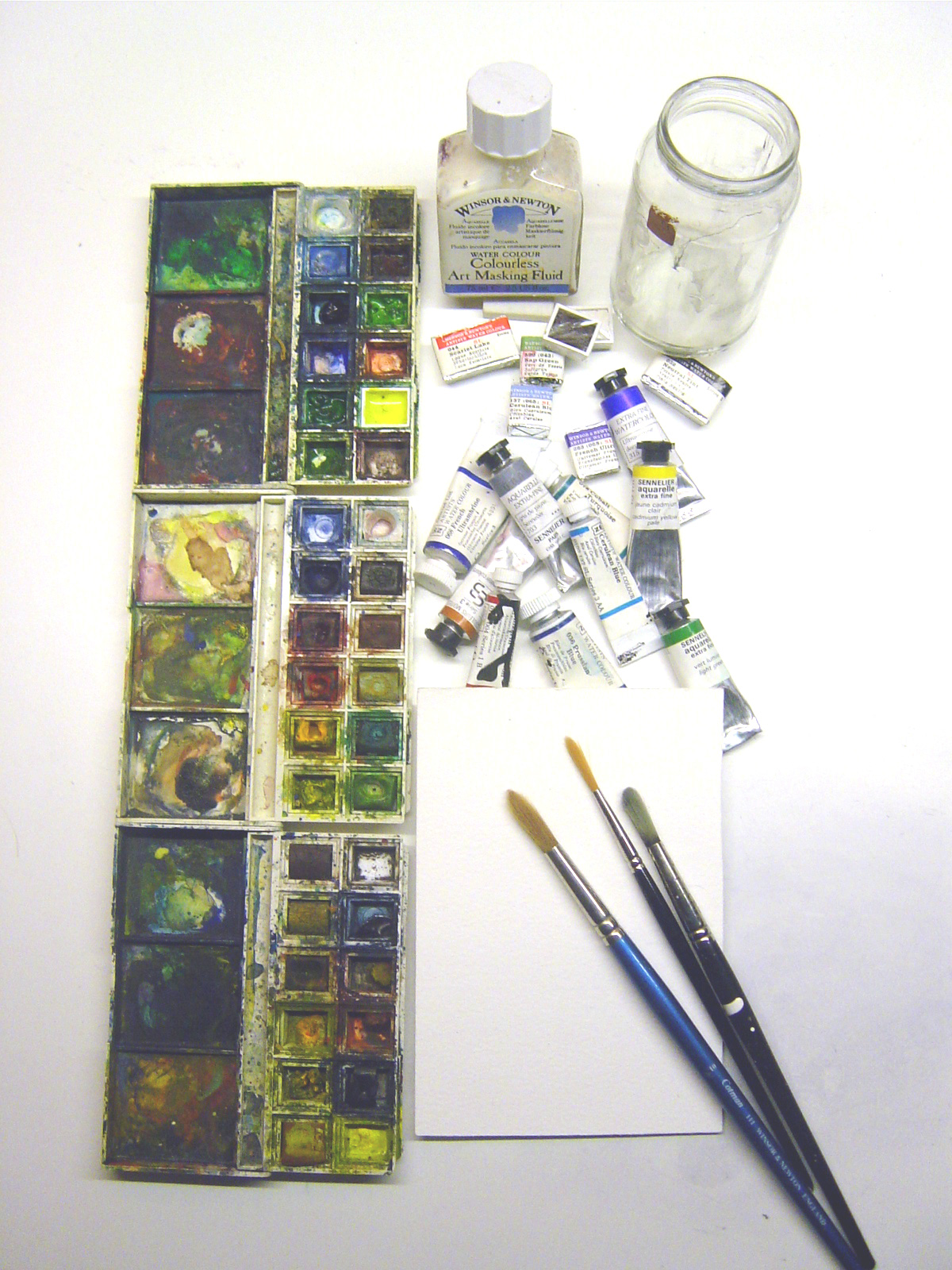
palettes à godets, tubes d'aquarelle pateuse et pinceaux à aquarelle

Le pinceau aquarelle est un pinceau pour la technique de l'aquarelle. Il existe plusieurs sortes de pinceau aquarelle.

## Les types de poil

### Le petit gris
Le poil de petit-gris (de l'écureuil du même nom), est le plus adapté pour la réalisation de lavis ou de fonds. Les pinceaux en poils de petit-gris sont ceux qui retiennent le mieux l'eau.

### Le poil de martre
Le poil de martre, souple et nerveux, est apprécié pour sa trempe et la finesse de sa pointe. La martre Kolinsky, est en réalité issue du vison de Sibérie. Le pinceau peut être en poils de martre ou de martre kolinsky.

### Les pinceaux chinois
Le poils des pinceaux utilisés en Extrême-Orient, ne proviennent pas des mêmes animaux, et les propriétés sont légèrement différentes. Le pinceau en poil de chèvre est utile pour mouiller de grandes surfaces ou travailler de manière spontanée.

### Les pinceaux en poils synthétiques
Les pinceaux en fibres synthétiques souples, moins absorbants mais d'une bonne élasticité, sont utiles pour poser les fonds et ouvrir les blancs. La qualité des pinceaux synthétiques s'améliore, les techniques de fabrication progressent.

## Forme des pinceaux aquarelle
Le plus souvent, les pinceaux en poils de petit-gris, appelés pinceaux mouilleurs, ont un manche en bois verni, avec une virole montée plume cernée de fil de laiton. Il est de plus en plus fréquent de trouver du plastique transparent en remplacement de la plume d'oie dans les pinceaux d'étude et bas de gamme.

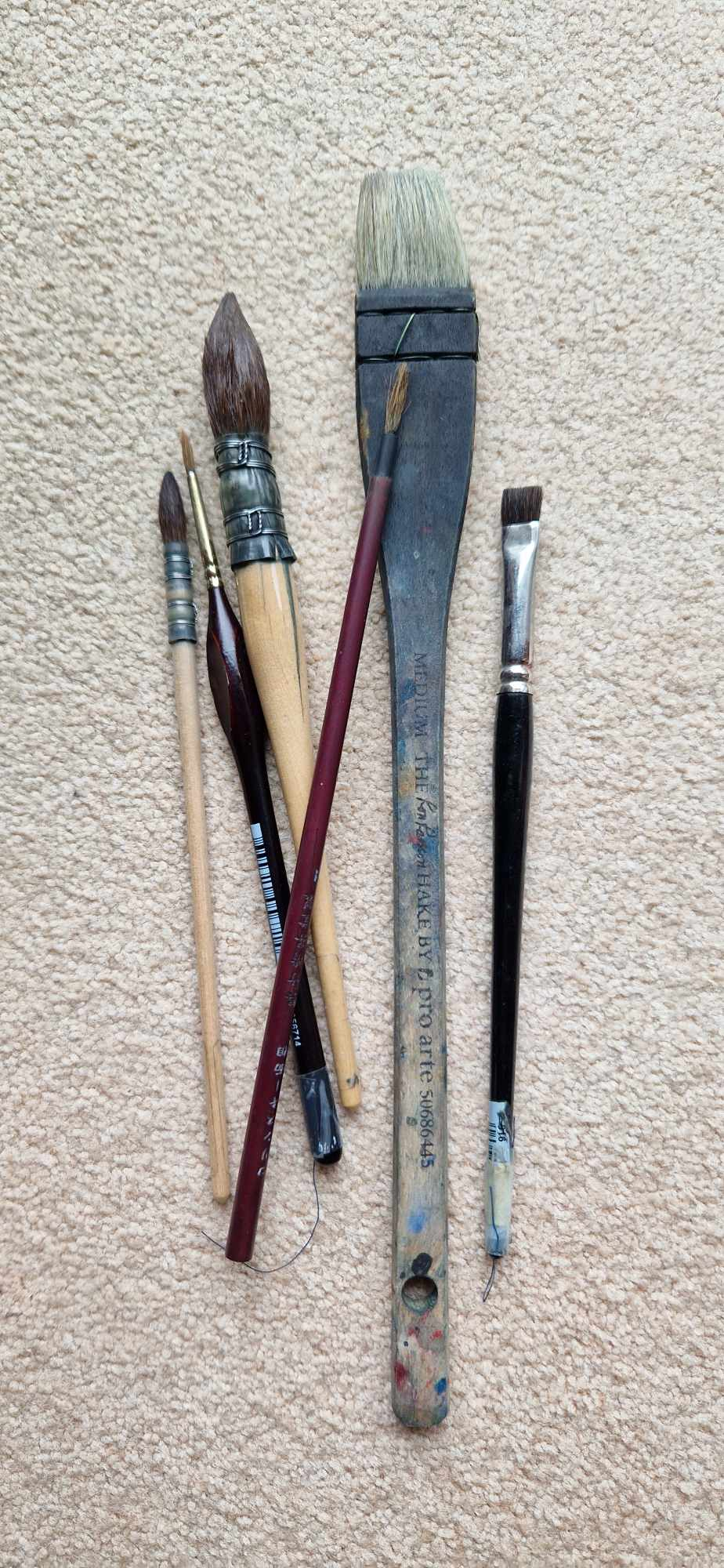
Des pinceaux pour l'aquarelle

Un pinceau petit-gris, dont le manche n'est pas verni laisse souvent penser à un mélange des types de poil.
Les brosses plates servent à mouiller ou peindre de grandes surfaces.
D'autre pinceaux ont des formes plus originales : on distingue le pinceau traceur ou trainard du pinceau éventail. Il existe des pinceaux biseautés pour les retraits de couleur.
Il existe également des pinceaux jupon, permettant le travail de précision.

## Les pinceaux à recharge d'eau
Il existe de nos jours des pinceaux à recharge d'eau. Lors de leur apparition, ces pinceaux étaient de deux types :
- Le type japonais fait de poils synthétiques et muni d'une recharge souple, que l'on peut presser entre les doigts pour obtenir plus d'eau. Ces pinceaux ont l'avantage d'un dosage plus intuitif de l'eau, mais le désavantage d'un moins bon contact des poils avec le support.
- Le type chinois, dont la recharge est munie d'une vis sans fin : on trempe sa partie velue dans l'eau et on le recharge en tournant le manche, l'aspiration absorbe l'eau et la retient de façon assez fiable. On dose la quantité d'eau en tournant plus ou moins le manche; c'est moins intuitif que par la pression. Ces pinceaux ont l'avantage d'être faits de poils d'animaux, conférant une meilleure application de la peinture.
- Le pinceau dont le réservoir est en plastique et les poils synthétiques.

Un pinceau à recharge s'utilise différemment du pinceau traditionnel avec un récipient d'eau. Le flux d'eau venant de la réserve dilue l'aquarelle prise au godet au fur et à mesure qu'on passe le pinceau sur le papier ; et seul un pinceau sec peut retirer, en la pompant, un excès de peinture humide. Les pinceaux à réserve d'eau peuvent s'utiliser seuls pour des croquis colorés rapides, ou en complément des pinceaux classiques et des godets.

## Entretien et conservation
Les pinceaux aquarelles sont fragiles. L'entretien est important afin que les pinceaux ne perdent pas leurs poils. Les pinceaux aquarelle doivent sécher la tête en bas, les poils ne doivent jamais être tournés vers le haut, sinon l'eau s'infiltre dans la virole et peut créer des champignons. Il est nécessaire de reformer la pointe après usage, afin d'éviter les effets de la pesanteur et de ne pas laisser un pinceau tremper dans l'eau, la tête écrasée contre le fond du récipient. Un porte-pinceau peut être utilisé.

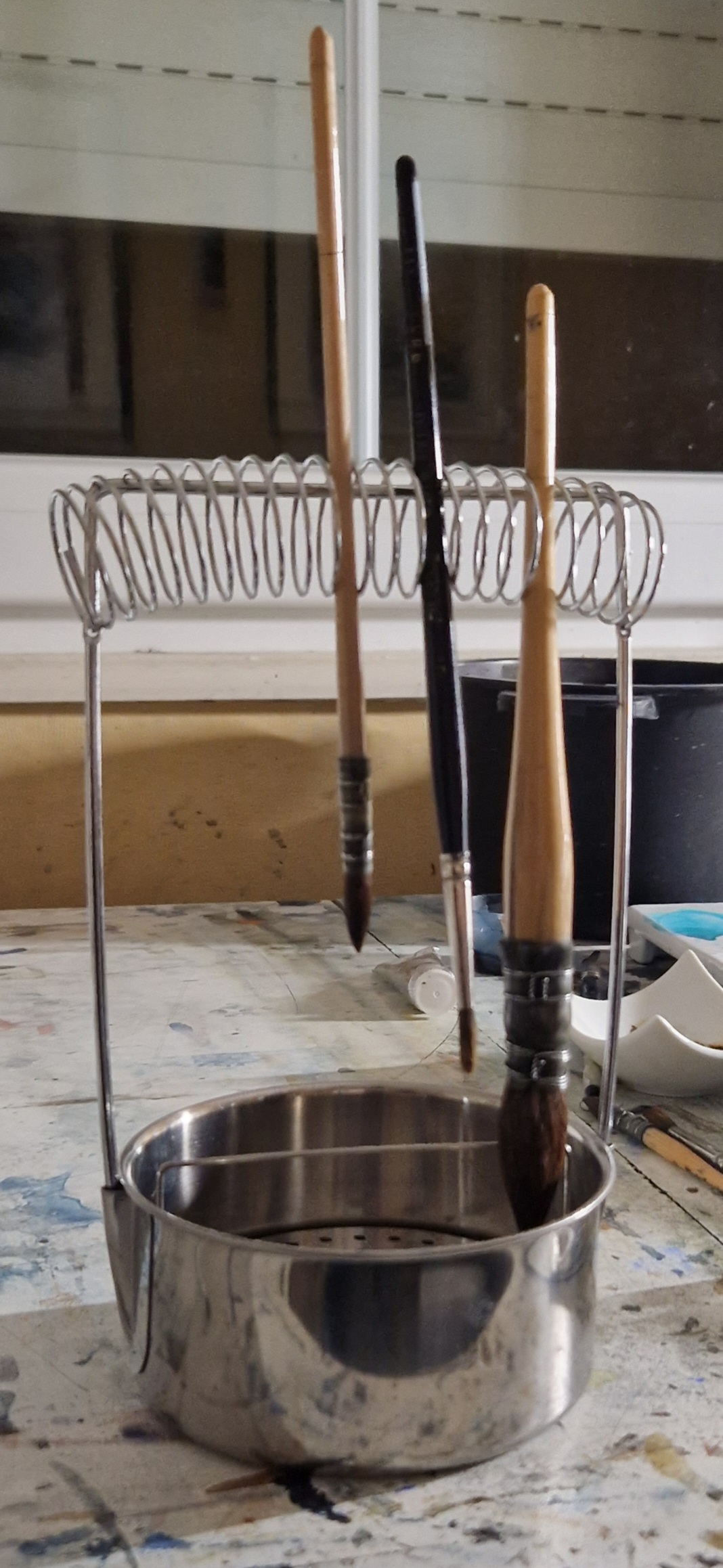
Un porte-pinceau pour les faire sécher sans les abimer